# FC Iberia 1999
El FC Iberia 1999, llamado originalmente FC Saburtalo Tbilisi, es un equipo de fútbol de Georgia que juega en la Erovnuli Liga.

## Historia
El club fue fundado el 20 de agosto de 1999 en Tbilisi con el nombre FC Saburtalo. En 2005, el club fue comprado por Tariel Khechikashvili propietario de Iberia Business Group.
En febrero de 2024 Khechikashvili decidió cambiar el nombre del equipo a FC Iberia 1999 debido a la implementación de nueva política que busca que el club tenga proyección nacional dejando de representar únicamente a Saburtalo, un distrito de Tbilisi.En su primera temporada bajo la nueva denominación el equipo logró conquistar su segunda Erovnuli Liga.
Juegan en el Mikheil Meskhis sakhelobis Stadioni de Tbilisi, que tiene una capacidad de 25 453 espectadores.

## Palmarés
- Erovnuli Liga: 2

2018, 2024
- Copa de Georgia: 3

2019, 2021, 2023
- Supercopa de Georgia: 1

2020
- Erovnuli Liga 2: 1

2014/15

## Participación en competiciones de la UEFA
| Temporada | Torneo                        | Ronda             | Club                | Casa      | Visita    | Global      |
| --------- | ----------------------------- | ----------------- | ------------------- | --------- | --------- | ----------- |
| 2019–20   | UEFA Champions League         | 1ª Clasificatoria | Sheriff Tiraspol    | 1–3       | 3–0       | 4−3         |
| 2019–20   | UEFA Champions League         | 2ª Clasificatoria | Dinamo Zagreb       | 0−2       | 0−3       | 0−5         |
| 2019–20   | UEFA Europa League            | 3ª Clasificatoria | Ararat-Armenia      | 0−2       | 2−1       | 2−3         |
| 2020-21   | UEFA Europa League            | 1ª Clasificatoria | Apollon Limassol    | −         | 1−5       | 1−5         |
| 2022-23   | UEFA Europa Conference League | 1ª Clasificatoria | Partizani           | 0–1       | 1–0 (aet) | 1−1 (5–4 p) |
| 2022-23   | UEFA Europa Conference League | 2ª Clasificatoria | FCSB                | 1–0       | 2–4       | 3–4         |
| 2024–25   | UEFA Conference League        | 2ª Clasificatoria | Partizani           | 2–0       | 0–0       | 2–0         |
| 2024–25   | UEFA Conference League        | 3ª Clasificatoria | İstanbul Başakşehir | 0–1       | 0–2       | 0–3         |
| 2025–26   | UEFA Champions League         | 1ª Clasificatoria | Malmö FF            | 1–3       | 1–3       | 2−6         |
| 2025–26   | UEFA Conference League        | 2ª Clasificatoria | FCI Levadia         | 2–2 (aet) | 0–1       | 2–3         |

## Jugadores

### Jugadores destacados
- Giorgi Chanturia
- Valeri Kazaishvili
- Jemal Tabidze